# Indoeuropejczycy

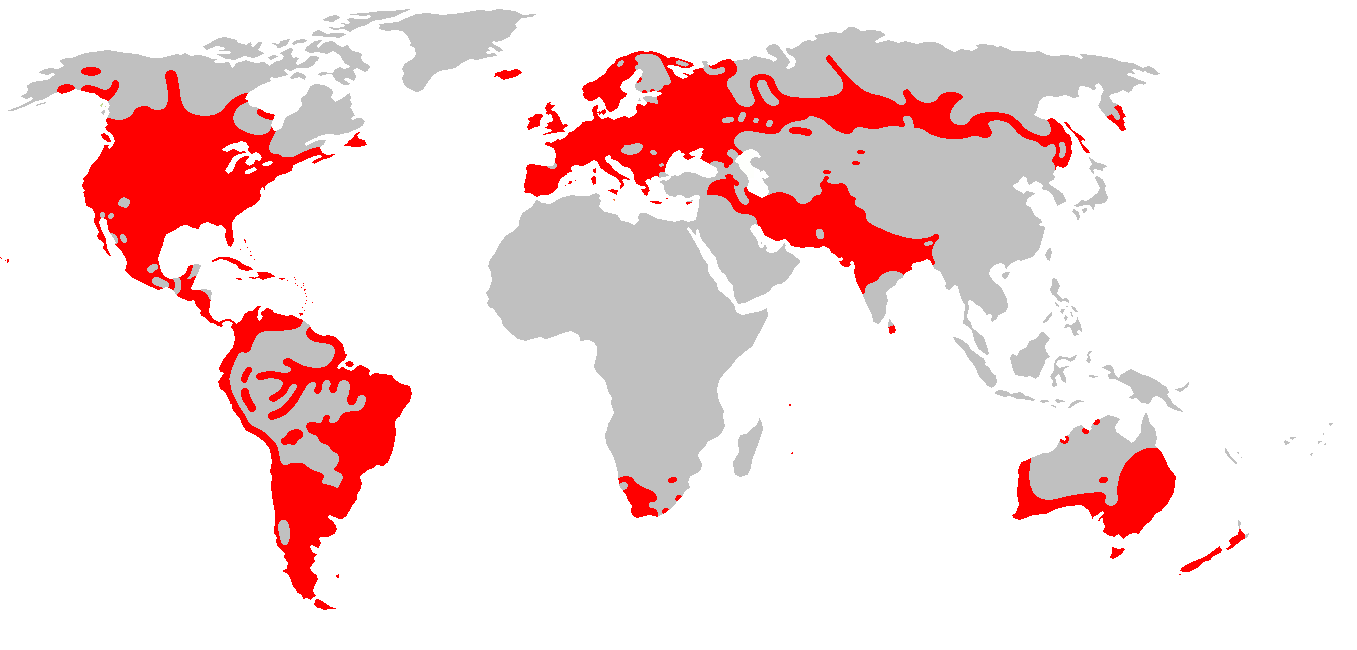
Współczesny zasięg geograficzny języków zaliczonych do grupy IE

Indoeuropejczycy – umowna nazwa grupy ludów posługujących się językami indoeuropejskimi, pochodzącymi od języka praindoeuropejskiego, bądź będącymi efektem wymieszania się dawnych grup języków. Dawniej wszystkich Indoeuropejczyków nazywano Ariami, których w nazistowskich Niemczech uznano za protogermanów, obecnie nazwa ta jest używana jedynie w odniesieniu do ludów indoirańskich.
W przeciwieństwie do innych grup językowych (ałtajskie, uralskie, semickie), które były pierwotnie ściśle związane z kulturą i pokrewieństwem ich użytkowników, „indoeuropejczycy” jest pojęciem wyłącznie lingwistycznym, gdyż nie istnieją etnos ani wspólna kultura indoeuropejska, a całość tworzą różne kultury, często podobne do kultur używających innych lig i rodzin języków (semicka, uralska, ałtajska). Zjawisko to spotęgowała dodatkowo epoka kolonialna, gdy to w krąg ten włączone zostały ludność rdzenna Ameryk, narody Syberii oraz potomkowie czarnych niewolników.

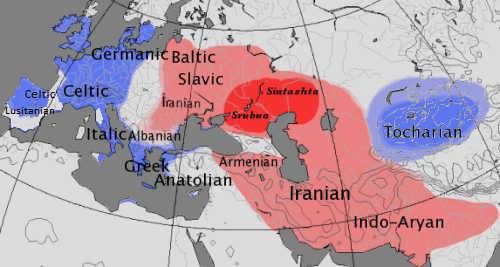
Języki indoeuropejskie około roku 500 p.n.e. (zaznaczono podział na kentum i satem)

## Teoria praindoeuropejska
Teza o istnieniu zespołu pokrewnych języków, wywodzących się od jednego pnia, bywa utożsamiana z narodowymi obszarami Europy. Istnieją liczne teorie na temat domniemanego, pierwotnego źródła języków. W XIX wieku dominowała teoria, że język PIE stworzyli mieszkańcy płaskowyżu Pamir. Niektórzy łączą genezę języka z tzw. kulturą grobów kurhanowych (zob. teoria kurhanowa). Nosiciele tej kultury zamieszkiwali tereny na północ od Morza Czarnego – od Kaukazu aż po Karpaty, a charakterystyczne kurhany stawiano między V i III tysiącleciem p.n.e. stopniowo zwiększając zasięg ich występowania. Według zwolenników tej teorii ekspansja języka przebiegała w kierunku Indii, a następnie Persji, Bliskiego Wschodu i Europy (niektórzy sugerują jednoczesne przemieszczanie się języka w kierunku Europy Wschodniej). Sposób tak szybkiej ekspansji łączą z udomowieniem konia przez kulturę Botai około 3,5 tys. lat p.n.e. Według innej teorii geneza nastąpiła na terenach Azji Mniejszej (jest to tzw. hipoteza anatolijska, wysunął ją Colin Renfrew w oparciu o lingwistykę półwyspu). Przypuszcza się, że starożytna ekspansja była hamowana zarówno przez przedindoeuropejski substrat językowy, jak i od północy przez języki ugrofińskie.

## Krytyka pojęcia
Wspólne korzenie wszystkich elementów języków indoeuropejskich są do dziś podważane, bądź redukowane, lecz nadal istnieje dużo badań zajmujących się wspólnym pochodzeniem języków, elementów, słów i zasad gramatycznych w językach IE.

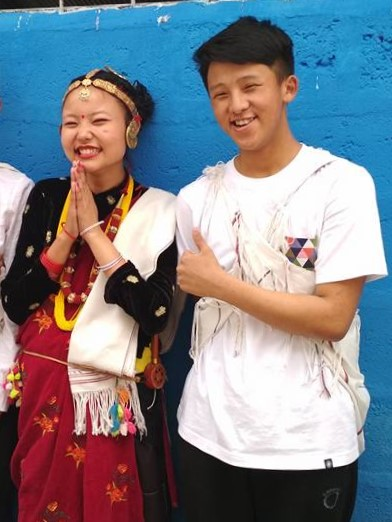
Nepalczycy od czasów antycznych używają jednej z odmian języków aryjskich, kategorii satem.

Znacznie bardziej krytycznie nauka podchodzi do tezy, o jednoczesnym wspólnym etnosie, który miał dać początek wszelkim narodom grupy. Używanie danego języka – funkcja mogąca ewoluować w czasie – nie musi oznaczać, znacznie bardziej statycznego pokrewieństwa kulturowego. Nic nie wskazuje, aby ludy innego pochodzenia etnicznego nie mogły przejmować języków indoeuropejskich wraz z ich rozprzestrzenieniem na obszarze Europy. Dotyczyć to mogłoby na przykład użytkowników języków takich jak Etruskowie czy Iberowie. Często również „nowi” przybysze po pewnym czasie przejmowali język indoeuropejski (np. Awarowie zarzucili w średniowieczu język ojczysty i przyjęli język słowiański). Tak więc ogólnie identyfikacja języka z etnosem jest sprawą sporną, a dyskusja często w XX wieku zabarwiona była ideologią nazistowską, a obecnie – turbosłowiańską. Jeszcze bardziej kontrowersyjna jest identyfikacja języka z narodem rozumianym wedle XIX i XX-wiecznych koncepcji. Takie podejście implikuje między innymi, że mieszkańcy Boliwii mówiący językiem hiszpańskim są indoeuropejczykami, mimo że stanowią najbardziej konserwatywny naród z grup wywodzących się od kultur prekolumbijskich.
Teoria o wspólnej genezie rasowej ludów indoeuropejskich i ich jednolitej wędrówce jest zasadniczo wykluczona przez współczesną genetykę, która nie dostrzega korelacji między pokrewieństwem języków zaliczanych do IE, a bractwem krwi, zakładając ciągłość osadniczą od czasów kultury starej Europy do dziś:
- R1a szczególnie popularny u Słowian i części ludów aryjskich (północne Indie, Tadżykistan), jest też silnie obecny u ludów rdzennie tureckich (Hunowie, Ałtajczycy, Kirgizi, Tatarzy, Ujgurzy, Chazarowie), ugrofińskich (obecnie rosyjskojęzyczne narody Rosji Europejskiej w tym Mokszowie czy Marowie), mongolskich (plemiona północnych Chin). Jego ekspansja następowała od strony północnej Azji i Europy Wschodniej od okresu 8000 lat p.n.e.[3],
- Bałtosłowianie są nosicielami genu N1c, który występuje u niemal wszystkich ludów uralskich, od Laponii po daleką Syberię[4],
- Występujący w Iranie, Grecji i we Włoszech gen J2, występuje silnie w do dziś semickich Iraku, Libanie, Izraelu i Jordanii[5],
- Ormianie dzielą z Gruzinami gen „G”, popularny na Kaukazie i w Kazachstanie, a jego najstarsze poświadczenie jest o kilka tysięcy lat starsze niż hipotetyczne wydarzenia z teorii kurhanowej[6],
- Gen R1b występował u Basków, Iberów, Piktów oraz kultur megalitycznych hipotetycznie przed-indoeuropejskich[7].

Przeciwne istnieniu jednolitej kultury są też badania w zakresie dziedzictwa materialnego i mentalnego. Scytowie, choć uważani często za użytkowników języków satem, są przedstawiani jako lud tureckojęzyczny silnie związany z duchową i materialną kulturą ałtajską, a Tadżycy czy Ariowie – jako ich krewni, których kultura mieszała się z sąsiadami, czego zwolennikiem byli badacze Uniwersytetu Kopenhaskiego. Rzeźbiarstwo kamienne Słowian i Bałtów, jest jednocześnie zestawiane ze stylem Mongołów czy Kirgizów (baby połowieckie), a kultura duchowa Słowian porównywana do tengryzmu, a nawet shintoizmu. Zwraca się uwagę na podobieństwo kultur ceramiki wstęgowej do kultur w antycznych Jakucji, Japonii i Azji Środkowej.

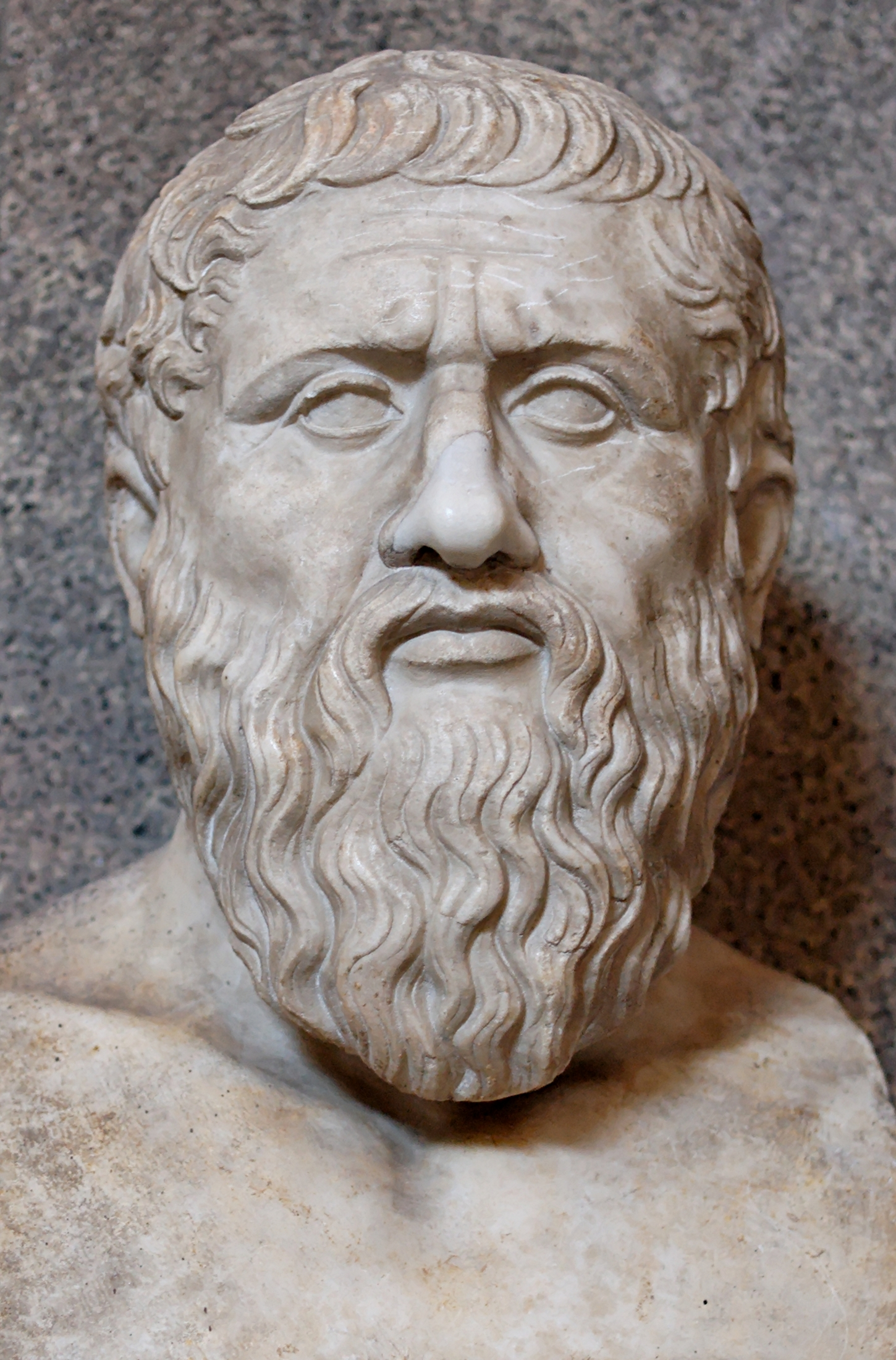
Grecy do XIX wieku byli najstarszymi poświadczonymi użytkownikami języków kentum.

Uznaje się, że część elementów języków indoeuropejskich w Europie ma pochodzenie od języków osobnych grup: etruskiego, piktyjskiego, iberyjskiego czy języków kultur Krety i dawnego Cypru. Stanowić mają one przedindoeuropejski substrat językowy i tak np. języki romańskie wyodrębniły się z języka Rzymian, który wchłonął dwa nieindoeuropejskie języki.
Jeszcze inne głosy za taki substrat uznają nawet języki germańskie (z powodu natężenia unikatowych słów), oraz paleobałkańskie, zaś języki bałtosłowiańskie za ligę słowiańsko-ugrofińską.
Pojawiają się też głosy całkowicie odrzucające pokrewieństwo języków indoeuropejskich, ograniczając powiązania do konkretnych języków, słów czy zasad gramatycznych. Twórcą anty-teorii jest Trubickoy – zakładał, on że niemożliwe jest wyodrębnienie wspólnego pochodzenia większości słów, zaś teorię o PIE uznał za niefalsyfikowalną, uznając, że wyjątkowo intensywne mieszanie się języków w Europie i Azji Środkowej z różnych powodu doprowadziło do stanu współczesnego. Stwierdził, że języki IE jako liga językowa dwóch lub więcej rodzin językowych, można zasadniczo określić językami, które spełniają pięć (możliwych do zapożyczenia) reguł gramatycznych, w tym możliwość swobodnego używania przedrostków czy możliwa alternacja zdań w obrębie rdzenia czasowników.